# Фаларика
Фаларика (falarica или phalarica) — античное оружие, копьё-брандер очень большого размера, употреблявшееся при осадах и метавшееся с фал (откуда и название) посредством особых машин со скрученными канатами. 
Наконечник (из железа) имел 0,9 м длины и был обмотан пропитанной смолой паклей, которая при спуске копья зажигалась. Руками фаларику могли метать только очень сильные люди, ввиду чего фаларика в значении ручного копья упоминается лишь у поэтов при описании подвигов. Активно применялось сагунтянами во время осады Сагунта карфагенянами.